# Raymond Bley
Raymond Bley (* 13. Februar 1939 in Rodingen; † 25. März 2012 in Luxemburg (Stadt)) war ein luxemburgischer Radrennfahrer und nationaler Meister im Radsport.

## Sportliche Laufbahn
Bley war im Straßenradsport aktiv und Teilnehmer der Olympischen Sommerspiele 1960 in Rom. Die Mannschaft Luxemburgs belegte den 22. Platz im Mannschaftszeitfahren.
In der nationalen Meisterschaft im Straßenrennen der Amateure wurde er 1959 Zweiter hinter Louis Grisius, 1960 kam er als Dritter auf das Podium. 1962 gewann er die Meisterschaft der Unabhängigen. 1961 bestritt er die Tour de France und schied auf der 6. Etappe aus.